# Antoni Stamirowski
Antoni Jan Franciszek Ligęza-Stamirowski herbu Półkozic (ur. 16 maja 1863 w Kurzeszynie, zm. 30 sierpnia 1938 w Młocinach) – przewodniczący Głównego Komitetu Obywatelskiego (pełniącego funkcję magistratu Łodzi po wybuchu I wojny światowej i ucieczce prezydenta miasta) od grudnia 1914 roku do 30 kwietnia roku 1915, założyciel Unii Narodowo-Państwowej w 1922 roku.

## Życiorys
Syn Józefa - powstańca listopadowego i styczniowego i Józefy ze Smoleńskich. Ukończył w Warszawie Szkołę Handlową Kronenberga, studiował za granicą. Przed 1900 rokiem, wspólnie z Wilhelmem Hordliczką prowadził dom agenturowy przy ulicy Średniej 21 w Łodzi. W 1905 roku utrzymywali oni biuro i magazyn w dawnych składach firmy Schlössera przy ulicy Piotrkowskiej 150. Przed 1909 rokiem Dom Handlowy Hordliczka i Stamirowski stał się przedstawicielstwem Towarzystwa Akcyjnego „Siemens & Halske” z siedzibą w Petersburgu i Berlinie (jako reprezentacja filii warszawskiej), zakładów „Siemens-Schuckert” z siedzibą w Berlinie oraz Zgorzeleckiej Fabryki Maszyn, Fabryki Kotłów C. i L. Steinmuller oraz Towarzystwa Ubezpieczeniowego „Rossija”. 
Ich firma wykonywała wszelkie urządzenia wchodzące w zakres elektrotechniki (instalacje oświetleniowe, energetyczne, elektrochemiczne, telefoniczne i telegraficzne, sygnalizacje przeciwpożarowe, urządzenia elektromedyczne, instalacje zasilane prądem z elektrowni łódzkiej, także prowadziła sprzedaż wodomierzy i pirometrów, chemikaliów, krochmali, papieru opatrunkowego, tektury żakardowskiej i introligatorskiej, smarów i innych materiałów).
Przed I wojną światową firma „Siemens” pod kierownictwem Stamirowskiego założyła w Łodzi Towarzystwo Akcyjne „Polskie Zakłady Elektrotechniczne Siemens” z siedzibą dyrekcji głównej i miejscowego oddziału w Łodzi w gmachu własnym przy ulicy Piotrkowskiej 96. Z jego inicjatywy niemieccy właściciele firmy zdecydowali się wyodrębnić 3 oddziały - w Warszawie, Łodzi i Sosnowcu jako odrębne towarzystwa akcyjne (wszystkie pod jego dyrekcją), ściśle uzależnione od Berlina i Petersburga, ale mające markę polską (obsada kierownictwa była całkowicie polska).   
Podczas I wojny światowej, pełnił przez kilka miesięcy stanowisko przewodniczącego Głównego Komitetu Obywatelskiego w Łodzi. W 1920 roku zaciągnął się do wojska i służył w 3 dywizjonie 1 Pułku Artylerii Polowej 1 Dywizji Białoruskiej, biorąc udział w zdobyciu Wilna. Został awansowany do stopnia podchorążego i otrzymał Krzyż Walecznych.
Udzielał się społecznie - w 1903 roku był współzałożycielem, a także wieloletnim prezesem, Polskiego Towarzystwa Teatralnego w Łodzi, skarbnikiem Oddziału Łódzkiego Warszawskiego Towarzystwa Higienicznego członkiem Rady Głównej Opiekuńczej w Warszawie i przewodniczącym Łódzkiej Okręgowej Rady Opiekuńczej. Sprawował również funkcję wiceprezesa (reprezentującego Warszawę) Okręgowego Towarzystwa Rolniczego w Łodzi, działał w Komitecie Reprezentantów Zgromadzenia Kupców miasta Łodzi.  
Po I wojnie światowej, w 1918 roku zamieszkał w Warszawie, gdzie jako naczelny dyrektor PZE „Siemens” koordynował prace przy tworzeniu polskiego towarzystwa „Siła i Światło” (akt organizacyjny tej spółki - 5 grudnia 1918 roku - była to pierwsza spółka akcyjna założona w niepodległej Polsce). Był także członkiem tej spółki i członkiem jej rady nadzorczej. Spółka między innymi dzięki jego staraniom stała się w ciągu 1919 roku wyłącznym dysponentem dwóch ośrodków energetycznych - elektrowni w Pruszkowie i w Warszawie. Z jego inicjatywy powstała Spółka Akcyjna „Elektrobank” w Warszawie.
W 1928 zamieszkał w Młocinach, gdzie pełnił funkcję sołtysa i prezesa Towarzystwa Młocin. Tam zmarł 30 sierpnia 1938 roku.

### Życie prywatne
Jego żoną była Zofia Maria z domu Lohrer (ur. 1871–1918), córka znanego lekarza – Juliusza Lohrera. Miał z nią syna Janusza Juliana (1891-1952). Został pochowany w krypcie Klasztoru Kamedułów na Bielanach w Warszawie. Potomkowie Stamirowskiego mieszkają w São Paulo.

## Odznaczenia
- Krzyż Walecznych[7]
- Krzyż Komandorski Orderu Odrodzenia Polski (1938, pośmiertnie)[9].